# Слобозија Оанча (Галац)
Слобозија Оанча (рум. Slobozia Oancea) насеље је у Румунији у округу Галац у општини Оанча. Oпштина се налази на надморској висини од 18 m.

## Становништво
Према подацима из 2002. године у насељу је живело 162 становника, од којих су сви румунске националности.